# مؤتمر بغداد للتعاون والشراكة
مؤتمر بغداد للتعاون والشراكة، مؤتمر لدول الجوار العراقي، عقد يوم السبت 28 آب/أغسطس 2021 في العاصمة العراقية بغداد، شاركت فيه تسع دول عربية وأجنبية، إضافة إلى عدة منظمات إقليمية ودولية، وجاء في بيانه الختامي مساندة العراق أمنيًا واقتصاديًا بما يحقق استقراره وسيادته ووحدة أراضيه ودعا دول المشرق العربي وجواره للتعامل مع تحديات المنطقة على أساس التعاون والمصالح المتبادلة وحسن الجوار.

## المشاركون
مَثّل العراق رئيس مجلس الوزراء مصطفى الكاظمي، وشارك في المؤتمر من دول الخليج العربي كل من الكويت ومثلها رئيس مجلس الوزراء الشيخ صباح الخالد الحمد الصباح، والسعودية ومثلها وزير الخارجية الأمير فيصل بن فرحان آل سعود، والإمارات العربية المتحدة ومثلها نائب رئيس الدولة ورئيس مجلس الوزراء الشيخ محمد بن راشد آل مكتوم، وقطر ومثلها الأمير الشيخ تميم بن حمد آل ثاني، ومن الدول العربية كل من: الأردن ومثلها الملك عبد الله الثاني بن الحسين، ومصر ومثلها الرئيس عبد الفتاح السيسي، ومن الجوار غير العربي إيران ومثلها وزير الخارجية حسين أمير عبد اللهيان، وتركيا ومثلها وزير الخارجية مولود جاويش أوغلو، ومن الدول الغربية شاركت فرنسا ومثلها الرئيس إيمانويل ماكرون، ومن المنظمات الدولية، شاركت كل من جامعة الدول العربية ومجلس التعاون الخليجي ومنظمة التعاون الإسلامي، ومثلها أمناؤها العامون.

## قمة عام 2022
يعقد مُؤتمر بغداد للتعاون والشراكة لعام 2022 في الاردن في منطقة البحر الميت في 20 كانون الأول/ديسمبر 2022.